# イケチュク・エゼンワ
イケチュク・ヴィンセント・エゼンワ（Ikechukwu Vincent Ezenwa，1988年10月16日 - ）は、ナイジェリア・バイエルサ州イェナゴア出身の元サッカー選手。現役時代のポジションはゴールキーパー。

## 経歴

### クラブ
オーシャンズ・ボーイズFCでキャリアをスタートさせ、2008年7月にハートランドFCに移籍した。2016年にIfeanyi Ubah F.C.(英語版)に移籍した。2017年に契約が満了し、エニンバ・インターナショナルFCに移籍した。

### 代表
2008年、U-23ナイジェリア代表として北京オリンピックに出場した。
2015年、サンデー・オリセー監督によってナイジェリア代表に召集された。ゲルノト・ロール監督によって、負傷した正GKのカール・イケメに代わり、2018 FIFAワールドカップ予選とアフリカネイションズカップ2017予選で召集され背番号1番を与えられた。
2018年5月、2018 FIFAワールドカップに出場するナイジェリア代表に選出された。

## 代表歴

### 出場大会
- ナイジェリア代表
  - 2018 FIFAワールドカップ

### 試合数
- 国際Aマッチ 22試合 0得点（2015年-2019年）[6]

| ナイジェリア代表 | 国際Aマッチ | 国際Aマッチ |
| 年               | 出場        | 得点        |
| ---------------- | ----------- | ----------- |
| 2015             | 3           | 0           |
| 2016             | 3           | 0           |
| 2017             | 7           | 0           |
| 2018             | 7           | 0           |
| 2019             | 2           | 0           |
| 通算             | 22          | 0           |